# Chlorodrepanis stejnegeri
Chlorodrepanis stejnegeri là một loài chim trong họ Fringillidae.